# Henryk Miłoszewicz
Henryk Miłoszewicz (ur. 27 stycznia 1956 w Wilnie, zm. 5 kwietnia 2003 we Włocławku) – polski piłkarz.

## Życiorys
Do Polski przyjechał jednym z ostatnich pociągów podczas ostatniej masowej fali wysiedleń ludności z dawnych ziem polskich. Pytany o swe pochodzenie, odpowiadał z uśmiechem, że zawsze czuł się Polakiem. W dzieciństwie mieszkał w Bydgoszczy na osiedlu Leśnym, mając za sąsiada Zbigniewa Bońka.
Swoją karierę rozpoczął w Zawiszy Bydgoszcz. Do pierwszego składu bydgoskiego klubu trafił w wieku 18 lat. Już wtedy interesowało się nim wiele zespołów, m.in. ówczesny mistrz Polski Stal Mielec. W 1975 r. przeniósł się do ŁKS Łódź. Niewiele później zadebiutował w olimpijskiej reprezentacji Polski.
Jak wielu innych zdolnych polskich piłkarzy miał w swej karierze występy w Legii Warszawa, do której przybył w 1980 r. Co prawda nie chciał opuszczać Łodzi, ale na jego decyzję wpłynęła wizja karnej jednostki wojskowej. W barwach „wojskowych” zaliczył cztery udane sezony, zdobywając dwa Puchary Polski (1980, 1981). Niemal natychmiast trafił do pierwszej reprezentacji Polski, w której rozegrał 9 spotkań (wszystkie w 1980 r.).
Przed sezonem 1983/1984 przeniósł się do Lecha Poznań. To właśnie ten rok okazał się najlepszy w karierze Miłoszewicza. Zdobył mistrzostwo i Puchar Polski, a najefektowniejszy mecz rozegrał przeciwko Legii, prowadząc „Kolejorza” do błyskotliwego zwycięstwa 2:0. Po roku gry w „poznańskiej Lokomotywie” przeszedł do francuskiego Le Havre Athletic Club, by po niedługim czasie powrócić do stolicy Wielkopolski. Kolejnym klubem w jego karierze był niemiecki VfL Herzlake. Następnie przez ponad 2 lata grał we Francji w czwartoligowym Stade Torbais, gdzie po raz pierwszy zmierzył się z rolą trenera.
Dwukrotnie grał w eliminacjach do igrzysk olimpijskich w Moskwie i Los Angeles, jednak ani razu nie dane mu było wystąpić w zmaganiach olimpijczyków. Jak wielokrotnie podkreślał, to właśnie niespełnione marzenia o olimpiadzie były dla niego największą sportową porażką.
Był jednym z tzw. „piłkarzy kompletnych”. Widowiskowa gra, doskonały przegląd pola, świetna technika, niezwykła precyzja podań i doskonałe uderzenie były atutami tego wszechstronnego piłkarza.
Był jednym z pierwszych absolwentów szkoły trenerskiej, popularnej „Kuleszówki”. Swój w pełni samodzielny debiut trenerski zaliczył w Polonii Chodzież. Następnie trenował Victorię Września i Kujawiaka Włocławek.
Zmarł 5 kwietnia 2003 roku we Włocławku po zwycięskim meczu swojej drużyny z Wisłą Nowe. Został pochowany w Poznaniu na cmentarzu junikowskim, żegnany przez tłum kibiców, trenerów, działaczy i kolegów.

## Mecze w Reprezentacji Polski
| l.p. | Data             | Miejsce                 | Przeciwnik     | Rezultat | Rozgrywki  | Grał   | Uwagi |
| ---- | ---------------- | ----------------------- | -------------- | -------- | ---------- | ------ | ----- |
| 1.   | 26 marca 1980    | Budapeszt               | Węgry          | 1-2      | towarzyski | do 69' |       |
| 2.   | 2 kwietnia 1980  | Bruksela                | Belgia         | 1-2      | towarzyski | 90'    |       |
| 3.   | 19 kwietnia 1980 | Turyn                   | Włochy         | 2-2      | towarzyski | do 88' |       |
| 4.   | 26 kwietnia 1980 | Borovo                  | Jugosławia     | 1-2      | towarzyski | do 32' |       |
| 5.   | 22 czerwca 1980  | Warszawa                | Irak           | 3-0      | towarzyski | 90'    |       |
| 6.   | 29 czerwca 1980  | São Paulo               | Brazylia       | 1-1      | towarzyski | od 73' |       |
| 7.   | 2 lipca 1980     | Santa Cruz de la Sierra | Boliwia        | 1-0      | towarzyski | do 62' |       |
| 8.   | 9 lipca 1980     | Bogota                  | Kolumbia       | 4-1      | towarzyski | od 46' |       |
| 9.   | 29 września 1980 | Chorzów                 | Czechosłowacja | 1-1      | towarzyski | do 45' |       |